# 龍角埤
龍角埤又稱菱角埤，位於臺灣新竹市香山區茄苳里，指稱茄苳里西南部粟仔坑溪上游河谷盆地內的聚落，僅有數戶散布於農田之間的人家，以茄苳東街連接五福路為主要的對外道路。龍角埤源閩南語諧音菱角埤，據說聚落北側的溪谷濕地和南邊的埤塘往昔以種植菱角著名，因此稱為菱角埤。。